# Agan (Eichstätt)
Agan († 6. November 822?) war Bischof von Eichstätt von 806(?) bis 822(?).
Agan stammte vermutlich, wie seine beiden Nachfolger auch, aus dem bayerischen Geschlecht der Roninger. Namensgebender Stammsitz ist 
Roning, gelegen zwischen Regensburg und Landshut. Wilhelm Störmer und Stefan Weinfurter vertreten die These dieser Herkunft. Die drei Bischöfe gelten als Verwandte des Grafen Helmuni. Die Familie der Roninger gründete das Kloster Schliersee und Eichstätt kann in dieser Zeit als Hausbistum der Familie betrachtet werden. Agan ist in wenigen Urkunden belegt. Sein Todestag, ohne Jahresangabe, entspringt dem Pontifikale Gundekarianum.